# Gayant (reus)

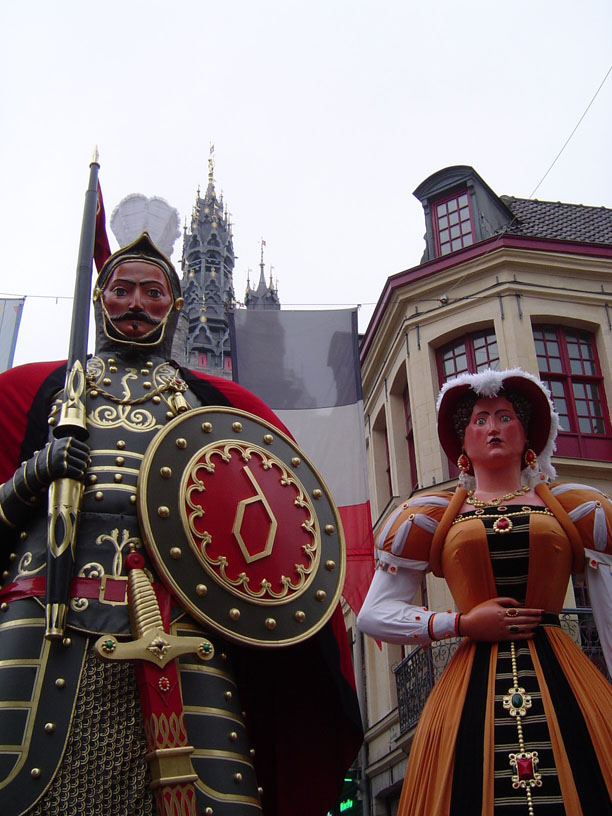
Gayant en zijn echtgenote Marie Cagenon - Auteur : A. Ceccarelli Site : http://gayant.nordnet.fr

Gayant is een reus uit de Noord-Franse stad Douai.
Op 15 juni 1530 werd in Douai, ter ere van de Damesvrede van Kamerijk, opdracht gegeven een reus te bouwen die moest meelopen in de processie ter nagedachtenis van Maurontius van Dowaai, patroonheilige van de stad. Deze reus kreeg geen echte naam, maar werd Gayant genoemd. Gayant is picardisch voor "reus", afgeleid van het Franse "géant". De naam van de reus is dus eigenlijk gewoon Reus.
In 1531 bouwde de gilde van de fruitiers, in opdracht van de magistraat een echtgenote voor Gayant. Deze Madame Gayant kreeg later de naam Marie Cagenon.
Er werden voor het reuzenkoppel drie reuzenkinderen gebouwd: Jacqout in 1675, Fillon in 1678 en Binbin in 1715.
De Gayant-reuzenfamilie werd doorheen de eeuwen meermaals gerestaureerd en zelfs volledig herbouwd. In 1792 werd het gebruik van de reuzen verboden ten gevolge van de Franse Revolutie. In 1802 mocht de reuzenfamilie opnieuw optreden. In zowel de Eerste (1914) als de Tweede Wereldoorlog (1944) werden de reuzen vernietigd. In 1947 werden de reuzenkinderen herbouwd. In 1954 werden Gayant en Marie Cagenon herbouwd. Dit zijn de exemplaren die anno 2025 nog steeds gebruikt worden.

## Bron
- Gayant, fêtes et géants de Douai, M. - F. GHEUSQUJ en M. MESTAYER, (Documents d'Ethnographie Régionale d u Nord-Pas-de-Calais, n5), Béthune, 1994.